# Tinción argéntica

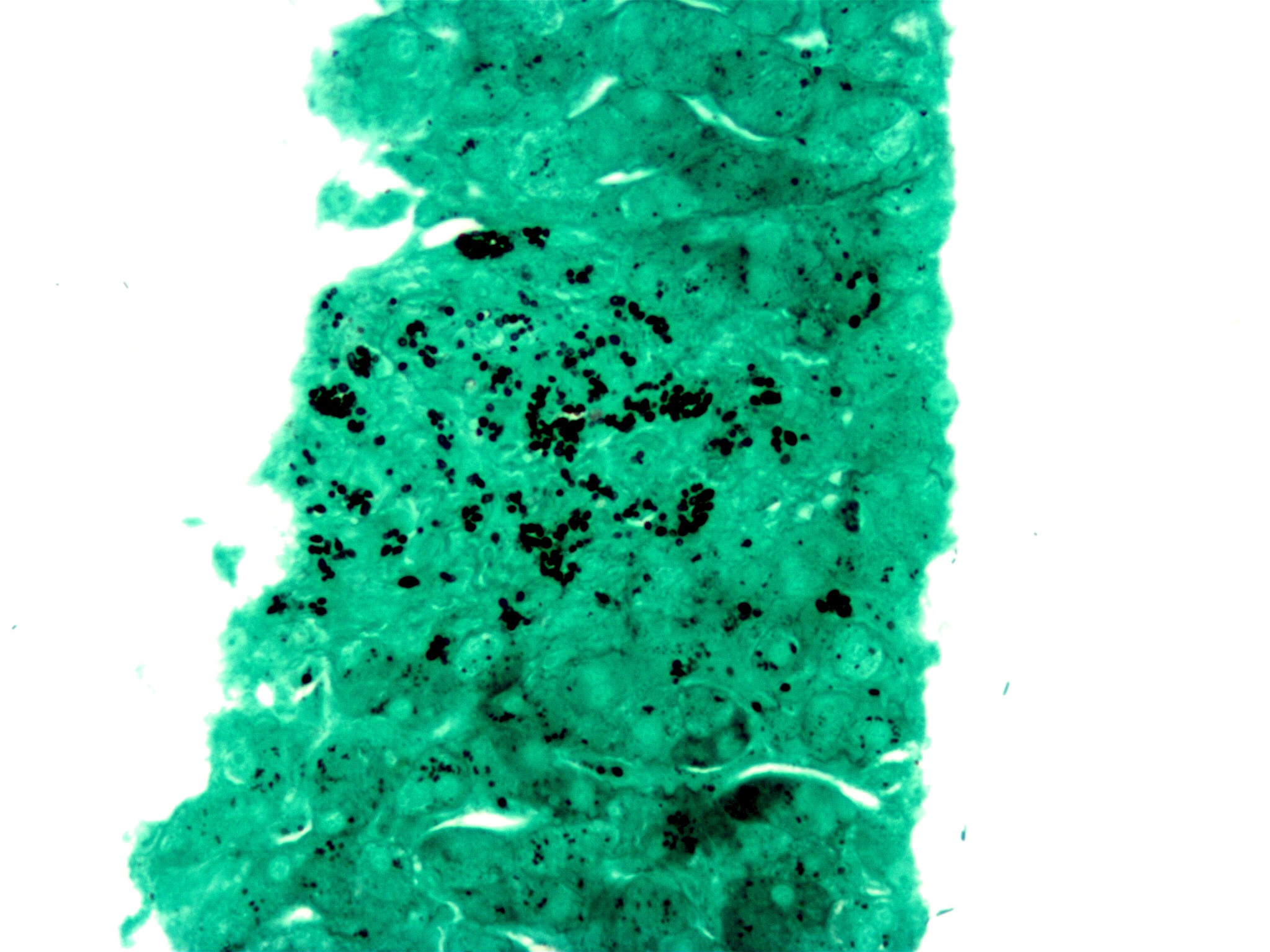
Una tinción argéntica (GMS) mostrando el hongo histoplasma (puntos negros redondos) en una biopsia de hígado.

La tinción argéntica es el uso de plata (en latín, Argentum) para modificar selectivamente el color o la apariencia de un objeto. Es una técnica frecuente de tinción en histología donde se utiliza para revelar detalles extremadamente finos.

## Uso en medicina
Es utilizada para teñir cortes histológicos. Este tipo de tinción es importante especialmente para revelar la ubicación de proteínas (por ejemplo colágeno tipo III) y ADN. Es utilizada para demostrar ambos tipos de sustancia tanto dentro como fuera de las células. 
Algunas células son argentafines. Estas reducen las soluciones del catión plata (Ag+) a plata metálica luego de ser fijadas con formalina. Otras células son argirofílicas, estas reducen las soluciones del catión plata a plata metálica luego de ser expuestas a un colorante que contengan un agente reductor, por ejemplo hidroquinona o formalina.
El nitrato de plata forma fosfato de plata insoluble en presencia de iones fosfato; este método es conocido como tinción de Von Kossa. Cuando se somete a un agente reductor, por lo general hidroquinona, se forma plata elemental de color negro. Este método se utiliza para el estudio de la formación de partículas de fosfato de calcio durante el crecimiento óseo.
La tinción argéntica se utiliza en microscopía óptica. Las partículas de plata metálica se depositan en las fibras de reticulina sensibilizadas y son fácilmente observables en los preparados microscópicos.
La tinción argéntica tiene utilidad ayudando a revelar las fibras reticulares.
Camillo Golgi perfeccionó la tinción argéntica para el estudio del sistema nervioso. El método de Golgi tiñe en su totalidad un número limitado de neuronas al azar. Todavía se desconoce el mecanismo químico exacto a través del cual ocurre esto. 
Golgi utilizó su método rápido (fijación con bicromato de potasio al 3% y tetróxido de osmio al 1% antes del tratamiento con nitrato de plata al 0,75%), pero ensayó diferentes tiempos para detener la reacción antes de que las neuronas alcanzaran la impregnación total. Esta variante le permitía observar el 'aparato reticular interno', organelo citoplasmático luego conocido como aparato de Golgi, antes de que se realizara la impregnación completa (reazione nera).

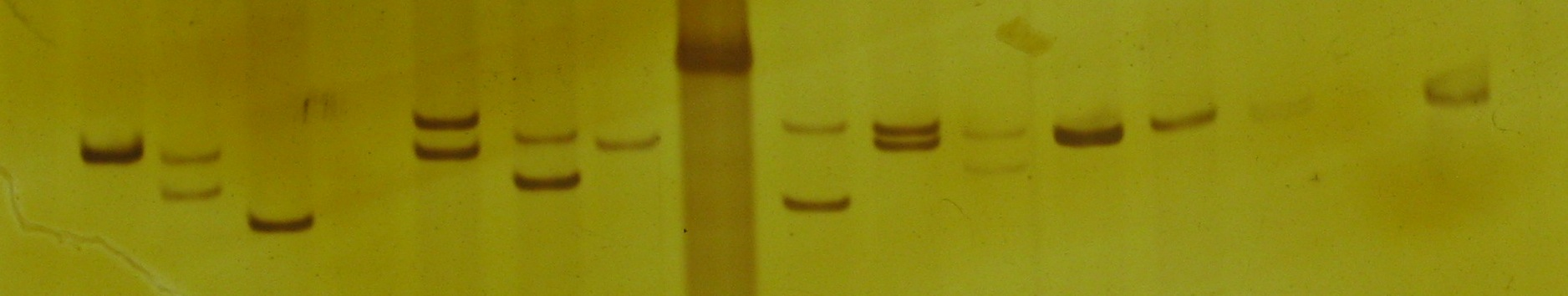
Un número de muestras de ADN de Littorina plena amplificadas por PCR con los cebadores apuntando a la región variable de repeticiones de secuencia simple (ADN microsatélite). Las muestras fueron corridas en un gel de poliacrilamida al 5% y reveladas utilizando tinción argéntica.

La tinción argéntica es utilizada también en las electroforesis en gel con gradiente de temperatura en geles de poliacrilamida.

### Análisis del cariotipo
La tinción argéntica es además utilizada en el análisis de cariotipo. El nitrato de plata tiñe la Región organizadora nucleolar (NOR por sus siglas en inglés) asociada a proteínas. Esto provoca una región oscura donde la plata se deposita, denotando la actividad de los genes de ARNr dentro de la NOR. Los cromosomas 13, 14, 15, 21, y 22 poseen NORs. Además, las NORs aumentan la actividad de la tinción argéntica más de 50 veces. Esta proteína fue descubierta por Watson y Crick...

### Resaltado de microorganismos
La tinción argéntica es especialmente útil para resaltar la presencia de algunos microorganismos que son muy difíciles de observar por otros medios tales como Pseudomonas,
Legionella, Leptospira, Helicobacter pylori, y hongos tales como Pneumocystis y Candida.

### Tinciones de metenamina plata
Existen varias tinciones argénticas que incorporan metenamina, entre las que se encuentran:
- Tinción de metenamina plata de Grocott, ampliamente utilizada para revelar microorganismos fúngicos.
- Tinción de Jones, una tinción de metenamina-plata-Ácido periódico de Schiff que tiñe membranas basales, permitiendo ver la membrana basal glomerular "espinada" asociada con glomerulonefritis membranosa.

## Tinción argéntica de geles de poliacrilamida-SDS

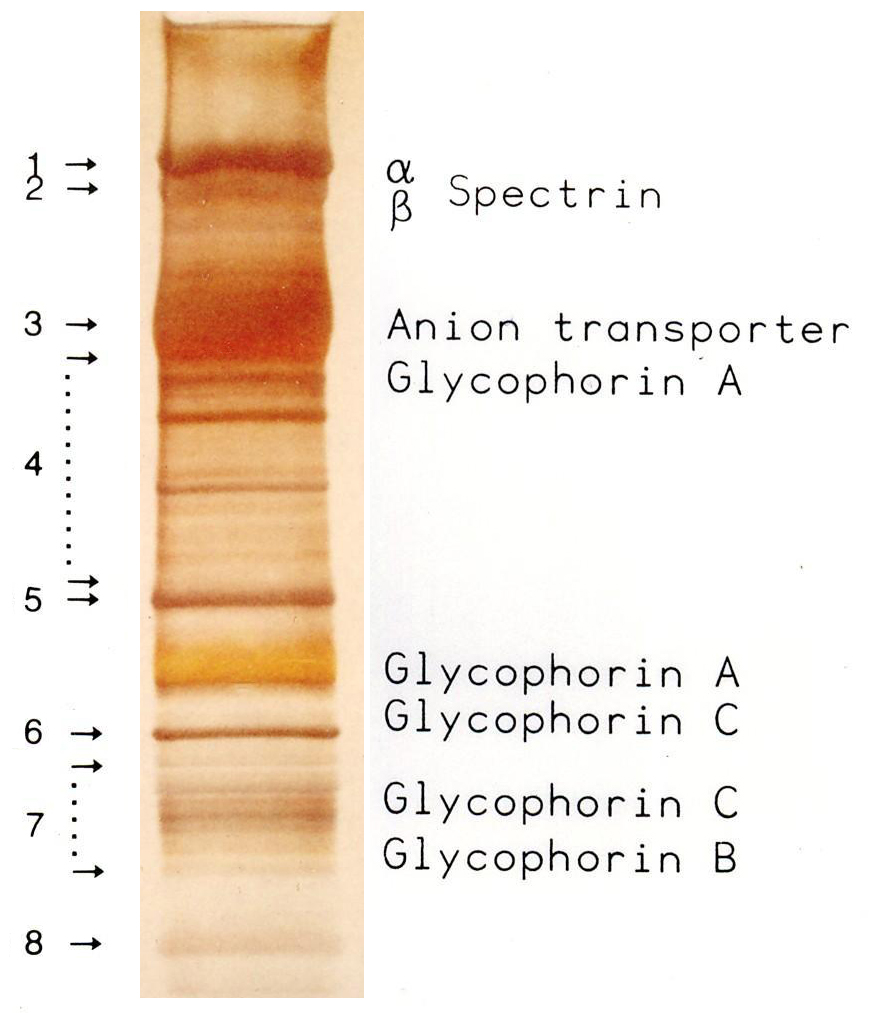
Proteínas de la membrana de los glóbulos rojos separadas en un gel SDS-Page y teñidos con plata

La tinción con plata fue introducida por Kerényi y Gallyas como un procedimiento extremadamente sensible para detectar pequeñas cantidades de proteínas en geles. La técnica se ha ampliado para el estudio de otras macromoléculas biológicas que han sido separadas en una variedad de soportes.
 La tinción clásica con Azul de Coomassie por lo usual puede detectar una banda de 50 ng de proteína, la tinción de plata aumenta la sensibilidad típicamente unas 50 veces. Muchas variables pueden influir en la intensidad del color y cada proteína tiene sus propias características de tinción, las claves para el éxito en una tinción argéntica son, material de vidrio limpio, reactivos puros y agua de alta pureza.

## Uso en el arte
La tinción argéntica es además una técnica tradicional en el coloreado de vidrio para vitrales, donde produce sombras amarillas marrones o ámbar al ser pintada sobre el vidrio. Es la técnica que se utiliza también para obtener colores de cabello realistas. Fue descubierta en el siglo XIV pero no fue utilizada con mucha frecuencia.